# Had Boumoussa
Had Boumoussa (en àrab أحد بوموسى, Aḥad Bū Mūsà; en amazic ⵃⴰⴷ ⴱⵓⵎⵓⵙⴰ) és una comuna rural de la província de Fquih Ben Salah, a la regió de Béni Mellal-Khénifra, al Marroc. Segons el cens de 2014 tenia una població total de 44.672 persones.